# La Porte (Texas)
La Porte es una ciudad ubicada en el condado de Harris en el estado estadounidense de Texas. En el Censo de 2010 tenía una población de 33.800 habitantes y una densidad poblacional de 652,02 personas por km².

## Geografía
La Porte se encuentra ubicada en las coordenadas 29°40′3″N 95°2′57″O / 29.66750, -95.04917. Según la Oficina del Censo de los Estados Unidos, La Porte tiene una superficie total de 51.84 km², de la cual 48.26 km² corresponden a tierra firme y (6.9%) 3.58 km² es agua.

## Demografía
Según el censo de 2010, había 33.800 personas residiendo en La Porte. La densidad de población era de 652,02 hab./km². De los 33.800 habitantes, La Porte estaba compuesto por el 80.07% blancos, el 6.21% eran afroamericanos, el 0.62% eran amerindios, el 1.22% eran asiáticos, el 0.11% eran isleños del Pacífico, el 9.12% eran de otras razas y el 2.65% pertenecían a dos o más razas. Del total de la población el 29.38% eran hispanos o latinos de cualquier raza.

## Transporte
La División de Servicios de Tránsito del Condado de Harris gestiona servicios de transporte.

## Educación
El Distrito Escolar Independiente de La Porte (La Porte Independent School District) gestiona escuelas públicas.
La Biblioteca Pública del Condado de Harris gestiona la Biblioteca Sucursal La Porte.